# River Aire
För andra betydelser, se Aire.

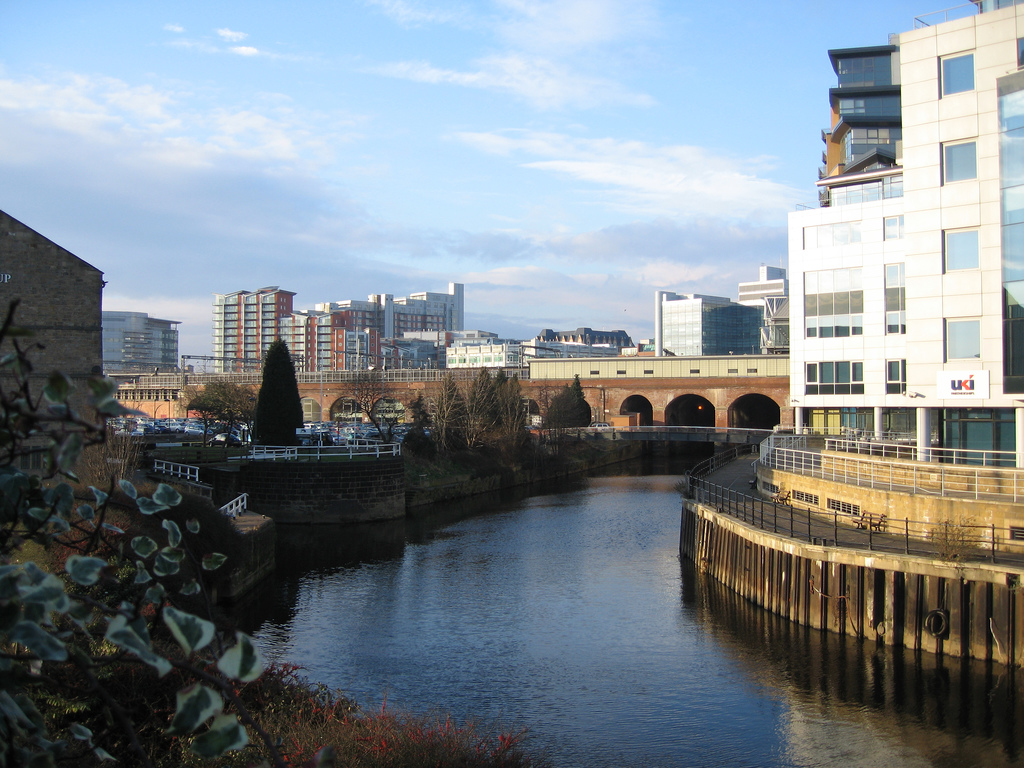
Aire i Leeds.

Aire är en flod som rinner genom West Yorkshire, England, Storbritannien. Aire är ett biföde till Ouse. Delar av floden har blivit kanaliserad. Den ligger i riksdelen England, i den sydöstra delen av landet, 250 km norr om huvudstaden London.
Floden flyter genom följande städer: Gargrave, Skipton, Cononley, Keighley, Bingley, Saltaire, Shipley och Leeds.